# Close to Paradise
Albums de Patrick Watson
Just Another Ordinary Day
(2003) Wooden Arms
(2009)
Singles
1. The Great Escape
Sortie : 8 octobre 2007

Close to Paradise est le deuxième album de Patrick Watson et son groupe indie rock québécois, sorti le 26 septembre 2006 sous le label Secret City Records.
Vendu à 80 000 exemplaires au Canada et à près de 225 000 dans le monde, l'album est acclamé par la critique : il remporte en 2007 le Prix de musique Polaris et offre au groupe montréalais une reconnaissance internationale,,.

## Contexte et production

### Enregitrement
L'enregistrement de Close to Paradise s'est déroulé de 2005 à 2006 à Montréal, dans deux studios d'enregistrement différents : en partie au Breakglass Studio (en), sous la direction de Jace Lasek (en), et au Master Cuts sous la direction du réalisateur Jean Massicotte. Certaines chansons ont cependant été écrites avant 2005, notamment Sleepy Beauty et Mr. Tom qui sont composées lors d'un séjour du groupe à New York en 2004 payé par le Cirque du Soleil. Mr. Tom est inspirée par un artiste chicagoan qui vivait alors avec eux sur place. Une retraite créative dans les Cantons-de-l'Est quelques mois plus tard permet la composition des titres Slip Into Your Skin, The Storm et Luscious Life. D'autres titres, comme The Great Escape, sont composés d'une traite par Watson seul. La pièce-titre, Close to Paradise, est enregistrée entre janvier et février 2006.
En mars 2006, le label Secret City Records est créé par Justin West, qui propose au groupe de se joindre à lui et de finaliser la production de leur album.

### Inspirations
Plusieurs mélodies de l'album sont, selon Watson, inspirées de faits du quotidien ou de détails anormaux de la vie de tous les jours remarqués par le chanteur : « La plupart des textes de Close to Paradise sont en lien avec des choses que j’ai vues ou vécues. »
Le titre Luscious Life aurait été composé d'une traite lors de leur retraite créative à Vale Perkins, après qu'une « fille à l'épicerie nous ait donné une caisse de bières gratuite juste parce qu'on était musiciens. »

### Invités
Plusieurs artistes ont été invités à participer sur l'album, notamment les chanteuses Liz Powell (du groupe canadien Land of Talk (en)) et Katie Moore (en), et le compositeur de musique électronique Amon Tobin.

## Sortie de l'album
Après une session de mixage et une tournée dans des festivals européens, Close to Paradise paraît finalement le 26 septembre 2006. Le jour même, le groupe se représente au cabaret du Lion d'Or, à Montréal. Aussitôt, un engouement médiatique et critique local se forme autour de Patrick Watson et son groupe, et entraîne une tournée longue d'un an et demi.
La reconnaissance portée par Close to Paradise permet au quatuor d'être invité à de nombreux festivals, notamment le Festival international de Jazz en 2007.

## Liste des titres
| 1.    | Close to Paradise   | 5:02 |
| 2.    | Daydreamer          | 4:34 |
| 3.    | Slip Into Your Skin | 3:38 |
| 4.    | Giver               | 3:27 |
| 5.    | Weight of the World | 4:40 |
| 6.    | The Storm           | 3:12 |
| 7.    | Mr. Tom             | 2:48 |
| 8.    | Luscious Life       | 3:09 |
| 9.    | Drifters            | 4:27 |
| 10.   | Man Under the Sea   | 3:30 |
| 11.   | The Great Escape    | 3:07 |
| 12.   | Sleeping Beauty     | 5:34 |
| 13.   | Bright Shiny Lights | 2:34 |
| 49:43 |                     |      |

## Réception

### Critique
Close to Paradise reçoit des retours très positifs de la part des critiques. Sur AllMusic, l'album se voit attribuer une note de 4 sur 5, et Marisa Brown argue que « Watson et son groupe écrivent des mélodies luxuriantes, éthérées et spatiales ».
Sur la revue Sputnikmusic, la note de 4,5 sur 5 lui est attribuée.
Jude Rogers pour The Guardian en fait une critique un peu plus mitigée, regrettant « peu de chansons fortes émergeant de cette jolie masse », mais reconnaît tout de même que « la beauté qui bouillonne sous des notes errantes et des recoins décalés réchauffent le cœur. »,
Stacey Anderson pour le magazine Spin décrit Watson et son groupe comme un « cirque prêt à exploser » qui parviennent à explorer la thématique de l'isolement avec agilité et avec un « miaulement orphelin qui rivalise avec celui de Nick Drake. »,
Dans sa rétrospective de l'album, Olivier Boisvert-Magnen pour le journal québécois Voir le considère comme un « album marquant de la scène locale […] qui a marqué l'avènement de l'étiquette Secret City Records. »

### Récompenses et nominations
Close to Paradise est certifié or et remporte le 24 septembre 2007 le Prix de musique Polaris,,, après avoir atteint la finale au côté d'albums tels que Neon Bible (Arcade Fire), Ashtray Rock (Joel Plaskett Emergency), Woke Myself Up (Julie Doiron), et The Reminder (Feist).
La même année, le groupe obtient quatre nominations au Gala de l'ADISQ, et remporte le Félix de l'arrangeur de l'année (aujourd'hui « arrangement de l'année »). Le Félix de l'album anglophone de l'année lui est raflé par Grégory Charles pour son I Think of You,.

## Crédits
| - Patrick Watson : piano, chant, boîte à rythmes - Robbie Kuster : batterie, percussions, marimba, chœurs, scie musicale - Mishka Stein : contrebasse, contrebasse électrique, glockenspiel - Simon Angell : guitare électrique, guitare acoustique, Lap steel guitar, banjo Quatuor à cordes - Anne-Marie Leblanc : violoncelle - Marilou Robitaille : alto - John Corbau, Marjolaine Lambert : violons Ensemble des vents - Louis-Pierre Bergeron : cor d'harmonie - Geneviève Bouffard, Jasmin Frenette, Jean-Nicolas Trottier : trombones - Philippe Legault : tuba | - Production, composition : Patrick Watson - Production (additionnel) : Dave Smith, Jace Lasek, Jean Massicotte - Arrangements : The Close To Paradise Band, Jean-Nicolas Trottier - Mixage : Patrick Watson, Jace Lasek, Jean Massicotte - Mastering : Carl Talbot - Direction artistique, artwork, photographie : Brigitte Henry - Design, Illustration : Thomas Csano assisté de Pierre Jeanneau |

## Dans la culture
La chanson The Great Escape est plusieurs fois réutilisée dans les médias, notamment dans l'épisode 16 de la troisième saison de Grey's Anatomy diffusé le 15 février 2007 (aux États-Unis), dans l'épisode 8 de la deuxième saison de Les Beaux Malaises, dans l'épisode 4 de la première saison de Luna Park, dans l'épisode 10 de la deuxième saison de World of Jenks (en), dans le spectacle de Jacques Gamblin (mise en scène par Anne Bourgeois en 2010), Tout est normal, mon cœur scintille, dans une publicité télévisée pour les produits Tropicana, dans le film One Week, dans le film Struck : Un destin foudroyant et également durant la séquence de crédits du film Le Prix à payer.
La chanson Slip Into Your Skin est utilisée dans l'épisode 13 de la première saison de Lost Girl, et la chanson Summer Sleeps dans le neuvième épisode de la première saison de Continuum. La chanson Drifters, elle, est utilisée dans l'épisode 2 de la première saison de La Vie en face.